# Eugenia macnabiana
Eugenia macnabiana là một loài thực vật có hoa trong Họ Đào kim nương. Loài này được (Krug & Urb.) Urb. mô tả khoa học đầu tiên năm 1909.